# Sun Ce
En aquest nom xinès, el cognom és Sun.
Sun Ce (175-200 EC) va ser un general militar i un senyor de la guerra durant el període de la tardana Dinastia Han Oriental i l'era dels Tres Regnes de la història xinesa. Va ser el fill gran de Sun Jian, el qual va ser mort durant la Batalla de Xiangyang quan Sun Ce només tenia setze anys. Sun Ce es va escindir del senyor del seu pare, Yuan Shu, i es va dirigir al sud-est de la Xina per establir la seva pròpia base allí. Amb l'ajuda d'uns quants homes capaços, com ara Zhang Zhao i Zhou Yu, Sun Ce aconseguí establir les bases del posterior estat de Wu Oriental que existiria durant el període dels Tres Regnes.
En el 200, mentre que el senyor de la guerra Cao Cao estava fora lluitant amb Yuan Shao en la batalla de Guandu, es va rumorejar que Sun Ce hi era planejant un atac contra la capital de Cao Cao, Xuchang. Això no obstant, va ser assassinat abans que pogués dur a terme el pla. Sun Ce va ser honorat a títol pòstum pel seu germà petit Sun Quan com el "Príncep Huan de Changsha" (長沙桓王, literalment "el diligent príncep"). Quan aquest últim es convertí en el primer emperador de Wu Oriental.
Els Registres dels Tres Regnes de Chen Shou descriuen a Sun Ce com bell i ple d'alegria. Fou també un home generós i receptiu que emprava a la gent d'acord amb les seves habilitats. Per tant, els seus súbdits estaven disposats a arriscar les seves vides per ell. Un detractor dit Xu Gong, en una carta a l'Emperador Xian, va preferir a Sun Ce en comptes de a Xiang Yu, el general conegut per enderrocar la Dinastia Qin. Com Xiang Yu era sovint citat com el Conqueridor de Chu, Sun Ce en endavant va ser conegut com el Petit Conqueridor en la cultura popular.

## Biografia

### Inicis i carrera

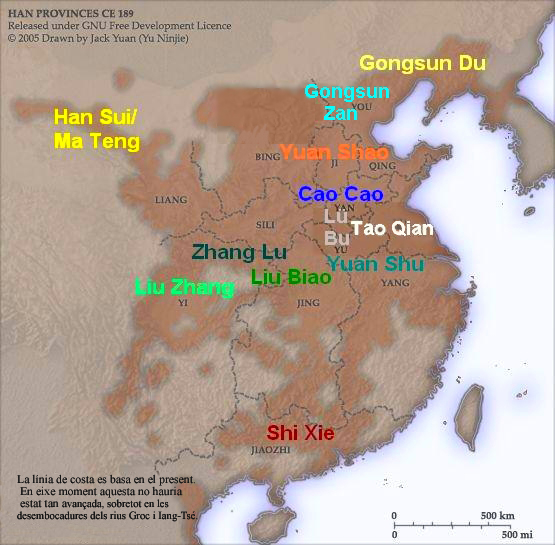
La situació dels senyors de la guerra a la Xina en l'any 194, al centre Yuan Shu (de blau gris).

Nascut en el 175, Sun Ce era el major d'entre sis fills de Sun Jian, un general militar lleial a l'emperador de la Dinastia Han. En el 190, un any després de la mort de l'Emperador Ling, el senyor de la guerra Dong Zhuo usurpà el poder, posant entronitzant el titella de l'Emperador Xian. El senyors de la guerra regionals en la Xina oriental van formar llavors una coalició contra Dong Zhuo. Sun Jian va prestar el seu servei a Yuan Shu, un dels líders de la coalició. L'intent d'enderrocar Dong Zhuo aviat va fracassar i la Xina va entrar en una sèrie de guerres civils massives. El següent any, Sun Jian va ser enviat per Yuan Shu a atacar-hi a Liu Biao, governador de Jingzhou (荆州, avui en dia Hubei i Hunan), però va acabar sent mort en una emboscada.
Sun Ce va portar el cos del seu pare a Qu'e (曲阿, en l'actualitat Poble Situ, Jiangsu) per l'enterrament i va asserenar a la seva mare abans de dirigir-se cap a Danyang (丹楊, avui en dia Xuancheng, Anhui), on el seu oncle Wu Jing exercia de governador. Allà va reunir una petita milícia amb una força d'uns pocs centenars. Aquesta petita força estava lluny de ser suficient perquè establís el seu propi poder així que en el 194 Sun Ce van anar a visitar Yuan Shu. Yuan hi era ben impressionat amb Sun Ce i sovint es lamentava que no tenia cap fill com ell. També Yuan va tornar l'antiga divisió de tropes de Sun Jian a Sun Ce.
Inicialment, Yuan Shu prometí de nomenar Sun Ce com el governador de Jiujiang però finalment li va donar la governació a Chen Ji. Més tard, quan el governador de Lujiang li va negar a Yuan Shu un préstec de gra, ell va enviar Sun Ce a atacar-lo, prometent de fer a Sun Ce el governador de Lujiang si reeixia. Quan Sun Ce ho feu, això no obstant, Yuan Shu de nou es va desdir i nomenà a algun altre en el seu lloc. El decebut Sun Ce llavors va començar a considerar la possibilitat de plegar.
Mentrestant, Liu Yao, que era per decret imperial el governador de Yangzhou (揚州, en l'actualitat sud de Jiangsu, sud d'Anhui, Jiangxi, Zhejiang i Fujian), n'ocupà Qu'e, ja que la seu regional Shouchun (壽春, avui en dia Comtat Shou, Anhui) hi era ocupada per Yuan Shu. Ell aleshores va forçar-hi Wu Jing a tornar a l'oest a través del riu Iang-Tsé cap a Liyang (歷陽, en l'actualitat Comtat He, Anhui). Això no obstant, Yuan Shu va afirmar ser el governador legítim i va enviar Wu Jing i el cosí major de Sun Ce, Sun Ben, per atacar Liu Yao. Després que ells van ser incapaços d'obrir una bretxa la defensa durant més d'un any, Sun Ce demanà dirigir una força per ajudar en eixe esforç.

### Conquesta del Territori Wu

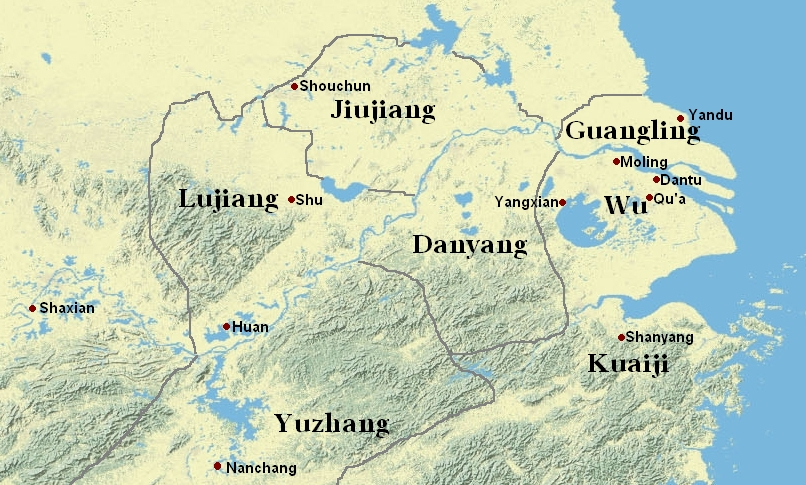
La part del nord de la província de Yang pon Sun Ce hi fou actiu. Diversos llocs d'interès estan assenyalats en aquest mapa.

Tot i Yuan Shu sabia Sun Ce tenia la intenció de marxar, ell que creia que aquest no seria capaç de derrotar a Liu Yao. Així que va desplegar uns generals joves amb només un miler de tropes estranyes i una petita força de cavalleria. Juntament amb poc més d'un centenar de seguidors voluntaris, Sun Ce va marxar a Liyang, on ell va incrementar la seva força a més de 5.000 homes. Llavors ell va llançar una ofensiva a través del riu Ian-tsé i reeixidament va ocupar la posició estratègica de Niuzhu (牛渚, en l'actualitat Caishiji, sud-oest de Ma'anshan, Anhui) en el 195.
Dos dels aliats de Liu Yao llavors vingueren del sud des de Pengcheng i Xiapi respectivament per ajudar-lo. Sun Ce va triar atacar primer a un d'ells, Ze Rong, que havia fet un campament al sud de Moling.

## Família
- Pare: Sun Jian
- Mare: Dama Wu
- Germans:
  - Sun Quan, germà menor, successor, emperador fundador de Wu Oriental
  - Sun Kuang, germà menor
  - Sun Yi, germà menor
  - Sun Lang, mig germà menor
  - Dama Sun, germana menor, coneguda comunament com a Sun Shangxiang
- Esposa: Da Qiao
- Fills:
  - Sun Shao, va rebre el títol de Marquès de Wu, més tard Marquès de Shangyu
  - Filla major, nom personal desconegut, casada amb Gu Shao (顧邵), més tard casada amb Zhu Ji (朱紀) després de la mort de Gu Shao
  - Segona filla, nom personal desconegut, casada amb Lu Xun
  - Tercera filla, nom personal desconegut, casada Zhu Ji, pot ser la mateixa persona que la filla major

## Anotacions
1. ↑  de Crespigny, Rafe. A biographical dictionary of Later Han to the Three Kingdoms (23–220 AD).  Brill, 2007, p. 764. ISBN 978-90-04-15605-0.